# ケープクロス
ケープクロス (Cape Cross) は、アイルランド生まれの競走馬、および種牡馬。おもな勝ち鞍は1998年のロッキンジステークス。名前の由来はナミビアにある岬の名前である。

## 競走馬時代
3歳までは条件戦を2勝するほどの成績しか上げられなかった。
4歳時にドバイに移籍。ドバイ国内でダートのレースを2戦するがこれといって活躍できず、ふたたびイギリスにもどってロッキンジステークスに出走。10頭立ての9番人気とブービー人気であったが、クビ差ながらに勝利をおさめ、久々の勝利がG1初制覇となった。その後、年内は1勝も挙げることはできなかった。日本のタイキシャトルが勝利したジャック・ル・マロワ賞では3着に入っている。
明けて5歳、ドバイのダート競走に再び出走するも惨敗。芝路線で立て直しを図り、クイーンアンステークス、セレブレーションマイルとG2競走を連勝する。そして、G1競走アットマイルステークスで6着と惨敗しこれを最後に引退した。

## 種牡馬時代
産駒は世界各国で活躍している。シーザスターズ・ゴールデンホーンの2頭の凱旋門賞馬やカルティエ賞年度代表馬に2度も選ばれたウィジャボードなど、自身や父が短距離馬であったにもかかわらずクラシックディスタンスでの超一流馬も輩出し、種牡馬としての評価を上げている。2009年には、シーザスターズが凱旋門賞を制する等の活躍によって仏リーディングサイアーに輝いた。
2016年、生殖能力低下のために種牡馬を引退した。2017年4月21日に安楽死された。

### 主な産駒
- 2001年産
  - Ouija Board - オークス、愛オークス、BCフィリー&メアターフ×2、プリンスオブウェールズS、ナッソーS、香港ヴァーズ
  - Mikki Street - ザビールクラシック
- 2002年産
  - Seachange - ニュージーランド1000ギニー、マッジウェイS×2、ストーニーブリッジS、テレグラフH、ワイカトドラフトスプリント
  - Able One - チャンピオンズマイル、香港マイル
  - Gaze - ニュージーランドS
  - Kindacross - マナワツサイアーズプロデュースS
- 2006年産
  - Sea The Stars - 英2000ギニー、英ダービー、エクリプスS、インターナショナルS、愛チャンピオンS、凱旋門賞
- 2007年産
  - Behkabad - パリ大賞典
- 2009年産
  - I'm Your Man - エプソムハンデキャップ
  - Nayarra - グランクリテリウム
- 2011年産
  - オールステイ（日本で種牡馬入り）
- 2012年産
  - Golden Horn - ダービー、エクリプスS、愛チャンピオンS、凱旋門賞
  - Guignol - バーデン大賞
- 2013年産
  - Awtaad - 愛2000ギニー
- 2014年産
  - Walton Street - カナディアンインターナショナルステークス

### 主な本馬が母父である競走馬
- 2006年産
  - ロジユニヴァース（父：ネオユニヴァース、母：アコースティクス） - 東京優駿
  - Serious Attitude（父：Mtoto、母：Zameyla） - チェヴァリーパークS、ニアークティックS
- 2009年産
  - Australia（父：Galileo、母：Ouija Board）- 英ダービー、愛ダービー、インターナショナルS
- 2015年産
  - Laurens（父：Siyouni、母：Recambe）- フィリーズマイル、サンタラリ賞、ディアヌ賞、メイトロンS、サンチャリオットS、ロートシルト賞
  - Masar（父：New Approach、母：Khawlah） - 英ダービー
- 2016年産
  - Tarnawa（父：Shamardal、母：Tarana）- オペラ賞、ヴェルメイユ賞、ブリーダーズカップ・ターフ
  - Emaraaty Ana（父：Shamardal、母：Spirit of Dubai）- スプリントカップ
- 2017年産
  - Russian Camelot（父：Camelot、母：Lady Babooshka）- サウスオーストラリアンダービー、アンダーウッドS
  - Thundering Nights（父：Night of Thunder、母：Cape Castle）- プリティーポリーS
  - Alfareeq（父：Dark Angel、母：Urjuwaan）- ジェベルハッタ2回
- 2018年産
  - Lucky Vega（父：Lope de Vega、母：Queen of Carthage）- フェニックスS
  - Victor The Winner（父：Toronado、母：Noetic）- センテナリースプリントカップ
- 2019年産
  - Fonteyn（父：Farhh、母：Luzia）- サンチャリオットS
  - Dunkel（父：Dundeel、母：Kudamm）- サウスオーストラリアンダービー
  - Duke De Sessa（父：Lope de Vega、母：Dark Crusader）- コーフィールドカップ
- 2020年産
  - Tahiyra（父：Siyouni、母：Tarana）- モイグレアスタッドS、愛1000ギニー、コロネーションS、メイトロンステークス
- 2022年産
  - クロワデュノール（父：キタサンブラック、母：ライジングクロス） - ホープフルステークス、東京優駿

## 血統表
| ケープクロスの血統（ダンジグ系 / The Phoenix 5×5=6.25%） | ケープクロスの血統（ダンジグ系 / The Phoenix 5×5=6.25%） | ケープクロスの血統（ダンジグ系 / The Phoenix 5×5=6.25%） | （血統表の出典）    | （血統表の出典） |
| 父 Green Desert 1983 鹿毛                                | 父の父Danzig 1977 鹿毛                                   | Northern Dancer                                          | Nearctic            | Nearctic         |
| 父 Green Desert 1983 鹿毛                                | 父の父Danzig 1977 鹿毛                                   | Northern Dancer                                          | Natalma             |                  |
| 父 Green Desert 1983 鹿毛                                | 父の父Danzig 1977 鹿毛                                   | Pas de Nom                                               | Admiral's Voyage    | Admiral's Voyage |
| 父 Green Desert 1983 鹿毛                                | 父の父Danzig 1977 鹿毛                                   | Pas de Nom                                               | Petitioner          |                  |
| 父 Green Desert 1983 鹿毛                                | 父の母Foreign Courier 1979 鹿毛                          | Sir Ivor                                                 | Sir Gaylord         | Sir Gaylord      |
| 父 Green Desert 1983 鹿毛                                | 父の母Foreign Courier 1979 鹿毛                          | Sir Ivor                                                 | Attica              |                  |
| 父 Green Desert 1983 鹿毛                                | 父の母Foreign Courier 1979 鹿毛                          | Courtly Dee                                              | Never Bend          | Never Bend       |
| 父 Green Desert 1983 鹿毛                                | 父の母Foreign Courier 1979 鹿毛                          | Courtly Dee                                              | Tulle               |                  |
| 母 Park Appeal 1982 黒鹿毛                               | 母の父Ahonoora 1975 栗毛                                 | Lorenzaccio                                              | Klairon             | Klairon          |
| 母 Park Appeal 1982 黒鹿毛                               | 母の父Ahonoora 1975 栗毛                                 | Lorenzaccio                                              | Phoenissa           |                  |
| 母 Park Appeal 1982 黒鹿毛                               | 母の父Ahonoora 1975 栗毛                                 | Helen Nichols                                            | Martial             | Martial          |
| 母 Park Appeal 1982 黒鹿毛                               | 母の父Ahonoora 1975 栗毛                                 | Helen Nichols                                            | Quaker Girl         |                  |
| 母 Park Appeal 1982 黒鹿毛                               | 母の母Balidaress 1973 芦毛                               | Balidar                                                  | Will Somers         | Will Somers      |
| 母 Park Appeal 1982 黒鹿毛                               | 母の母Balidaress 1973 芦毛                               | Balidar                                                  | Violet Bank         |                  |
| 母 Park Appeal 1982 黒鹿毛                               | 母の母Balidaress 1973 芦毛                               | Innocence                                                | *Sea Hawk           | *Sea Hawk        |
| 母 Park Appeal 1982 黒鹿毛                               | 母の母Balidaress 1973 芦毛                               | Innocence                                                | Novitiate F-No.14-c |                  |

- 主な近親はプリティーポリー#シスターサラ系を参照